# 苏林根
苏林根是德国下萨克森州的一个市镇。总面积110.65平方公里，总人口12628人，其中男性6222人，女性6406人（2011年12月31日），人口密度114人/平方公里。